# کارینا ویتهوفت
 کارینا ویتهوفت (انگلیسی: Carina Witthöft؛ زادهٔ ۱۶ فوریهٔ ۱۹۹۵) یک تنیس‌باز اهل آلمان است.